# THX 1138
THX 1138 er en science fiction-spillefilm som er skrevet af George Lucas og Walter Murch og instrueret af George Lucas i 1971. Filmens historie finder sted i fremtiden hvor menneskene har søgt tilflugt i underjordiske byer. Befolkningen er under konstant overvågning og bliver kontrolleret af robotter som udfører politi-funktioner. Alle indbyggere skal tage narkotiske stoffer som undertrykker følelser og seksuelt begær. 
Filmen var den første spillefilm lavet af Lucas og er en videreudvikling af hans studentfilm Electronic Labyrinth THX 1138:4EB, som han lavede i 1967 mens han studerede ved University of Southern California i Los Angeles. Filmen var produceret i samarbejde mellem Warner Brothers og Francis Ford Coppola's (på den tids) nye firma American Zoetrope. Filmen var med nogen af datidens mest kendte skuespillere, deriblandt Robert Duvall og Donald Pleasence.

## Produktion
For at understærke den umenneskelige verden i THX 1138 insisterede Lucas at de fleste skuespillerne skulle barbere hovedet. 
For at skabe publicitet arrangerede Lucas at klippe håret på skuespillerene i uvanlige lokaler og filmede begivenhederne. Filmen blev brugt i kortfilmen Bald. Robert Duvall fik hovedet barberet mens han så en baseball kamp, mens Maggie McOmie blev barberet ved Palace of Fine Arts i San Francisco. En anden skuespiller som spillede en sindslidende mand klippede sit eget hår mens han sad i et badekar. Kortfilmen Bald var inkluderet i DVD-udgaven af filmen, udgivet i 2004. 
Mange af statisterne i filmen blev rekrutteret fra rusbehandlingsprogrammet Synanon, hvor de fleste medlemmer barberede hovedet.

## Rolleliste
- Robert Duvall – THX 1138
- Donald Pleasence – SEN 5241
- Maggie McOmie – LUH 3417
- Don Pedro Colley – SRT

## Trivia for filmen
- I 1983 grundlagde George Lucas firmaet THX Ltd. som ble etableret for at lave en lydteknisk standard for biografsale.
- I filmen American Graffiti er bilnummeret på bilen til Milner – en gul 1932 Ford "deuce" hot rod – "THX 138".
- I filmen Ocean's Eleven bruger Matt Damon koden "1-1-3-8" til at åbne et pengeskab.

## Eksterne Henvisninger
- THX-1138 på Internet Movie Database (engelsk)
- THX-1138 på Filmdatabasen
- THX-1138 på Scope
- THX-1138 i Svensk Filmdatabas (svensk)
- THX-1138 på AlloCiné (fransk)
- THX-1138 på MovieMeter (nederlandsk)
- THX-1138 på AllMovie (engelsk)
- THX-1138 hos American Film Institute (engelsk)
- THX-1138 hos British Film Institute (engelsk)
- THX-1138's profil hos Encyclopædia Britannica Online (engelsk)

Analyse av endringer i DVD versionen (engelsk) Arkiveret 2. maj 2009 hos  Wayback Machine
1. ↑  Navnet er anført på engelsk og stammer fra Wikidata hvor navnet endnu ikke findes på dansk.